# Thomas Netzler
Gustaf Thomas Netzler, född 21 januari 1951 i Stockholm, död 14 oktober 2023 i Överjärna distrikt i Södertälje kommun, var en svensk musiker (elbasist).
Netzler var son till konstnären och reklamtecknaren Kurt Netzler och Ulla-Brita Rehlin. Han var, tillsammans med bland andra Mats Glenngård, medlem i bandet Homo Sapiens, vilket medverkade på Kebnekajses första album Resa mot okänt mål och därefter sammanslogs med denna musikgrupp. Efter  Kebnekajses upplösning i slutet av 1970-talet var Netzler medlem i Happy Boys Band/Bush Band och senare i Dyngrak. Efter Kebnekajses återförening 2001 var han åter medlem i gruppen. Han medverkade även på skivinspelningar med Jan Hammarlund, Bo Hansson, Turid Lundqvist, Joakim Skogsberg och Ted Ström. Han deltog även i musikprojektet Tillsammans (1973).